# 愛の調べ
『愛の調べ』（あいのしらべ、原題・英語: Song of Love）は、1947年に製作・公開されたアメリカ合衆国の映画である。

## 概要
1800年代のドイツのピアニストのクララ・シューマンと作曲家の夫ロベルトとの出会い・結婚生活を描き、クラレンス・ブラウンが監督、キャサリン・ヘプバーンとポール・ヘンリード、ロバート・ウォーカーが主演した。
劇中のピアノ演奏シーンでは、アルトゥール・ルービンシュタインの演奏による音声が使用されている。
1949年（昭和24年）2月9日には、皇居の御文庫にて上映され、昭和天皇のほか皇后、皇太子らが鑑賞した。

## キャスト
- クララ・シューマン：キャサリン・ヘプバーン
- ロベルト・シューマン：ポール・ヘンリード
- ヨハネス・ブラームス：ロバート・ウォーカー
- フランツ・リスト：ヘンリー・ダニエル
- フリードリヒ（クララの父）：レオ・G・キャロル

## スタッフ
- 監督/製作：クラレンス・ブラウン
- 脚本：アイヴァン・トース、イルマ・フォン・クーベ、アレン・ヴィンセント、ロバート・アードリー
- 音楽監督：ブロニスラウ・ケイパー
- 撮影：ハリー・ストラドリング
- 編集：ロバート・カーン
- 美術：セドリック・ギボンズ、ハンス・ピータース
- 装置：エドウィン・B・ウィリス
- 衣裳監修：アイリーン
- 衣裳：ウォルター・プランケット、ヴァレス
- 録音：ダグラス・シアラー